# Direct2Drive
Direct2Drive（通称：D2D）とはコンピュータゲームのダウンロード販売サイトである。2011年5月25日にIGNエンターテインメントグループはDirect2DriveをGameFlyに売却されサービスの名称はGameFly Digitalに変更された。2014年10月20日、GameFly DigitalはAtGamesに売却され、Direct2Driveの名称を復活させた。

## Steamとの競合
Direct2DriveはValve Corporationが運営するSteamの競合相手として「その他有名なダウンロード販売サイト」と表現される。ゲームニュースサイトであるKotakuが2010年に行った調査によると回答者30,000人のうち8%がDirect2Driveでゲームを購入していると回答した。Steamはウェブサイトだけでなくダウンロード可能なクライアントを通して購入出来るのに対し、D2Dはウェブサイトのみでの購入である。また、D2Dでは本格的なクライアントを提供していないが無料ダウンロードマネージャーは提供している。さらに、ダウンロード機能など多くの機能はかつての姉妹サイトだったGameSpy software Comradeから入手できる。

## 歴史
IGNはサービスが開始された2004年から「急激に売上が伸びた」と発表している。ゲーム会社300社以上と提携し、3,000タイトル以上のゲームが配信された。Direct2Driveはゲームプレイの素晴らしさとデザインの革新さを表現するインディーゲーム開発者を表彰するとしてD2D Vision Awardと呼ばれる賞金10,000ドルのIndependent Games Festivalを開催している。2009年、Value社のSteamworksが搭載されたことを理由にActivisionのコール オブ デューティ モダン・ウォーフェア2の販売をしないことを発表した。Direct2Driveなどでモダン・ウォーフェア2を買ったユーザーはSteamクライアントのダウンロードとインストールを余儀なくされた。